# ベイタウン (テキサス州)
ベイタウン（英: Baytown）は、アメリカ合衆国テキサス州のハリス郡にある都市。人口は8万3701人（2020年）。ヒューストン・ザ・ウッドランズ・シュガーランド都市圏に含まれる。市域の一部はチェンバーズ郡に入っている。州間高速道路10号線とテキサス州道146号線が通る。

## 歴史
ベイタウンとなった地域は1822年には開拓が始まっていた。初期住人の一人にナサニエル・リンチが居り、サンジャシント川とバッファロー・バイユーの合流点で渡し船の運行を始めた。この渡しは現在も運行されており、リンチバーグ・フェリーと呼ばれている。その他初期の住人には、スティーブン・オースティンの「古い300人」の1人ウィリアム・スコットや、この地域でプランテーションを所有したアシュベル・スミスが居た。
現在ベイタウンとなっている所は当初3つの町だった。最初にできたのがグースクリークの町であり、カナダガンが冬を過ごすグースクリーク・バイユーからその名前が採られており、1850年以前に設立されたグースクリーク統合独立教育学区にもその名前が残っている。グースクリーク油田が発見され、1910年代後半にペリーの町が復活し、1920年代初期にはイーストベイタウンが石油ブーム初期の町として発展した。イーストベイタウンの「イースト」が後に外された。これはグースクリークの西にあったからだった。
3つの町を統合するための真剣な話し合いが第一次世界大戦後直ぐに始まったが、ベイタウンの町民がこの案に反対した。しかし1947年、3つの町が最終的に統合に合意した。市民は新しい町の名前にベイタウンを選ぶことにした。現在のベイタウン市は、1948年1月24日に公式に誕生した。
1916年、ハンブル石油精製会社がテキサス州知事を経験したロス・S・スターリングとその仲間によって設立され、グースクリーク油田を開発し、テキサス州では初、国内でも2番目のオフショア掘削施設を建設した。後にはベイタウン製油所を建設し、世界最大級のエクソンの製油所となった。その後多くの製油所が地域に建設された。エクソンモービルが市内の主要雇用主の1つとなっており、地域で10以上のプラントを運転している。
近くで石油が発見して以来、ベイタウンとトリシティーズの人口は急増した。多くの移民が入ってきており、特に多くのユダヤ系移民が1930年にK・ネセス・イスラエルというシナゴーグを建設した。
1970年、USスチールがベイタウン市の近くでテキサス工場を開所し、ベイタウンの鉄鋼業が始まった。トランス・アラスカ・パイプラインで使われている直径48インチ (1,200 mm) の溶接管が、この施設の管工場で製造された。しかし、1980年代にアメリカの鉄鋼業が斜陽となり、1986年7月に公式に閉鎖された。工場は後にジンダル製鋼が買収し、現在はJSWスティールUSA, Inc.として運転されている。

## 地理

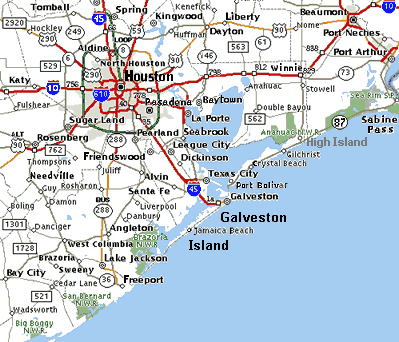
ベイタウンは州道146号線を介して州間高速道路10号線に繋がり、またフレッド・ハートマン橋で南西のラポートに接続している

ベイタウンは、ガルベストン湾にサンジャシント川が流れ込む所にあり、ヒューストン市からは東に22マイル (35 km) に位置している。
アメリカ合衆国国勢調査局に拠れば、市域全面積は35.45平方マイル (91.8 km2)であり、このうち陸地32.7平方マイル (85 km2)、水域は0.5平方マイル (1.3 km2)で水域率は1.51%である
ベイタウンはメキシコ湾岸平原の上にあり、植生は温帯草地と湿原に分類される。市域は湿原、沼地、プレーリーを埋め立てて建設されており、このような土地は湾岸地域の未開発領域には現在もある。市域の3方は水域に囲まれている。南と西はガルベストン湾である。東はシーダー・バイユーである。北側境界は州間高速道路10号線とほぼ一致している。シーダー・バイユーより東にある市域はチェンバーズ郡に入っている。
地形が平坦であり、湾に近いことで、地域では洪水が繰り返される問題がある。ベイタウンと周辺の町は上水を地下水に頼っていたが、地盤沈下が激しかったために地表水を資源とするように転換された。

### 地質
ベイタウンの地下はかなりの深さまで砂と粘土の層でできている。これらの層は数千年にわたって川が運んできた堆積物であり、次第に植物や動物の死骸を取り込み、メキシコ湾岸が今知られるようになった石油埋蔵物ができた。
市の回りの地域には多くの断層があり、その多くは活性だと考えられているが、有史の中ではそれなりの地震を生んだことが無い。これら断層は「クリープ断層」と呼ばれる緩りとした速度で動いており、地震の危険性を減らしている。地域で記録された地震の1つは地下水と石油の抽出の結果だったとされていた。

### 気候
ベイタウンの気候は温暖湿潤気候（ケッペンの気候区分Cfa）に分類される。春のスーパーセル雷雨が竜巻を生じることがある（ただし「竜巻道」で見られる大きさにはならない）。南と南東から吹く偏向風がメキシコの砂漠からの熱気やメキシコ湾からの湿気をもたらす。
夏の気温は90°F (32 ℃) 近くなるのが通常だが、それ以上高くなることもよくあることである。メキシコ湾に近いことと、地域の気温を温和にし、湿度の影響を和らげる風があることで、ヒューストンのような内陸の町よりも凌ぎやすい気候にしている。冬の1月の気温は、最高が61°F (16 ℃) 、最低が42°F (6 ℃) 近くである。降雪は希である。年間平均降水量は53インチ (1,300 mm) を超える。
工業生産活動のためにオゾンのレベルが過大になることがある。近くのヒューストンが国内でも最大級にオゾンに汚染されている都市である。船の水路や湾に沿ってある工場が汚染の主要源である。
秋にはハリケーンがかなりの心配事になる。ガルベストン島やボリバー半島が幾らかの障壁となるが、ヒューストンなど内陸の町よりも危険に直面する傾向がある。特に高潮の場合や、1960年代に製油所や自治体が地下水を過剰に汲み上げたために大きな地盤沈下がおこった低地では深刻である。1961年のハリケーン・カーラ、1983年のハリケーン・アリシア、2008年のハリケーン・アイクが、これまでベイタウンに被害を及ぼした大きな方からの3つである。

## 人口動態
以下は2010年の国勢調査による人口統計データである。
| 基礎データ - 人口: 71,802 人 - 世帯数: 28,998 世帯 - 家族数: 17,025 家族 - 人口密度: 785.6人/km2（2,025.7 人/mi2） - 住居数: 26,203 軒 - 住居密度: 309.9軒/km2（802.4軒/mi2） 人種別人口構成 - 白人: 62.9% - アフリカン・アメリカン: 15.5% - ネイティブ・アメリカン: 0.6% - アジア人: 1.5% - その他の人種: 14.42% - 混血: 2.7% - ヒスパニック・ラテン系: 43.4% | 年齢別人口構成 - 18歳未満: 29.2% - 18-24歳: 11.2% - 25-44歳: 29.4% - 45-64歳: 19.5% - 65歳以上: 10.1% - 年齢の中央値: 31歳 - 性比（女性100人あたり男性の人口） - 総人口: 94.4 - 18歳以上: 91.4 世帯と家族（対世帯数） - 18歳未満の子供がいる: 39.2% - 結婚・同居している夫婦: 52.9% - 未婚・離婚・死別女性が世帯主: 14.2% - 非家族世帯: 27.5% - 単身世帯: 23.0% - 65歳以上の老人1人暮らし: 8.0% - 平均構成人数 - 世帯: 2.80人 - 家族: 3.32人 | 収入と家計 - 収入の中央値 - 世帯: 48,191米ドル - 家族: 45,346米ドル - 性別 - 男性: 38,039米ドル - 女性: 25,012米ドル - 人口1人あたり収入: 17,641米ドル - 貧困線以下 - 対人口: 15.5% - 対家族数: 13.0% - 18歳未満: 21.9% - 65歳以上: 9.8% |

2010年の窃盗犯罪率は4.6%であり、ハリス郡全体の5.45%よりは低かった。暴力犯罪率は0.5%であり、ハリス郡の1.03%よりやはり低かった。

## 経済
| 建設業                   | 20% |
| 製造業                   | 14% |
| 小売業                   | 14% |
| 教育・医療・社会サービス | 12% |
| レジャー・宿泊           | 10% |
| 専門職                   | 9%  |
| 金融・保険・不動産       | 6%  |
| 農林漁業・鉱業           | 4%  |
| 行政                     | 4%  |
| 交通・倉庫・             | 3%  |
| 卸売業                   | 2%  |
| 情報サービス             | 1%  |
| その他のサービス         | 2%  |
ベイタウン経済の中心は市が創設した3つの産業団地であり、すべて市域外にあるが、域外管轄権の中に入っている。どの団地も主に石油精製と石油化学が主である。主要会社としてエクソンモービル、バイエル、シェブロン・フィリップスがある。エクソンモービル・ベイタウン複合施設は1919年に設立され、世界最大級の工業複合地帯となっている。そこにあるベイタウン精製所は国内最大である。バイエル・ベイタウン工業団地はベイアーが国内に持つ中では最大の化学工業地であり、様々な石油化学製品を生産している。シーダー・バイユー化学プラントは同様にシェブロン・フィリップス最大の製造工場である。シーダー・クロッシング産業団地新しく成長している工業団地であり、ジンダル・スティール・アンド・パワーやサムソン・コントロールズなど新しいテナントが直ぐに入った。
重工業に加えて、ザ・ホーム・デポやウォルマートなど倉庫や物流センターも存在している。
2006年時点で市内の高額納税者はエクソンモービル、センターポイント・エナジー、ベライゾン・サウスウェスト、ウォルマート、コンティネンタル航空、バレロ・マーケティング・アンド・サプライ、カー・サン・ベイLP、メモリアル・NW・パビリオン・トラスト、カムデン・プロパティ・トラスト、LCYエラストマーズLPである。

## 芸術と文化
ベイタウン・リトル劇団は完全にボランティアが運営する市民劇団である。2008年時点で46年間連続して運営されており、州内でも最長クラスの市民劇団である。毎年9月から8月の間に6階の公演を行っており、それぞれに7つの出し物がある。

### 観光とレクリエーション
ベイタウン自然センターは、ヒューストン・シップチャンネル沿いにある広さ450エーカー (1.8 km2) の半島にあり、この半島はバーネット湾、クリスタル湾、スコット湾と3方を海に囲まれている。ここはレクリエーション地域であると同時に野生生物保護区でもあり、数百種の鳥類、哺乳類、爬虫類および水生生物が生息している。
ロイヤル・パープル・レースウェイはモータースポーツの会場であり、ナショナル・ホットロッド協会のレースや、毎週のドラッグレースを開催している。1988年に設立され、4万人を収容でき、ハイバンクの長円レーストラックでは毎年3月から10月までレースが行われている。
サンジャシント・モールは市内州間高速道路沿いにある大型地域ショッピングモールである。トライヤー・キャノン・グループが運営している。5つの旗艦店、フードコート、11画面あるシネコンが入っているが、まだ多くのスペースが空いたままである。
ベイタウン交響楽団はリー・カレッジを本拠にし、年間数回の演奏会を開催している。

### メディア
地域新聞として「ベイタウン・サン」が発行されている。

## 法と政府

### 市政府
ベイタウン市は市政委員会・マネジャー方式の政府を採用している。

### 市民サービス
ベイタウン市は蔵書数30万冊のスターリング市民図書館を運営している。最初のグースクリーク図書館は1925年に開館し、州内では初の郡立図書館となった。開館資金はハンブル・オイル・アンド・リファイナリー社社長のロス・S・スターリングの個人寄付金だった。現在の図書館は1963年に造られた。1975年と1995年の債券発行によって、床面積が50,500平方フィート (4,690 m2) 追加された。この他ハリス郡公共図書館システムも利用できる。
ベイタウン警察署は、2013年時点で155人の警官と52人の支援スタッフを抱えている。24時間パトロールを行い、また多くの捜査や爆弾処理など特殊部隊もある。
ベイタウン消防署が消火、救助、危険物対応、緊急医療対応を行っている。
YMCAのベイタウン支所が市内にある。

### 郡、州および連邦政府の機関
アメリカ合衆国郵便公社がベイタウン郵便局を運営している。
ハリス郡第2管区がベイタウンの高齢者用スポーツ施設ベイタウン・パークを運営している。ベイタウン・パークには2面の照明なし野球場・ソフトボール場とトイレがある。またベイタウン・サッカー複合施設も運営している。この施設にはサッカー場が8面あり、4面は照明付きである。
ハリス郡病院地区が市内のベイタウン健康センターを運営している。1967年2月14日の開館である。
ハリス郡は市内ウェストベイカー・ブールバード701に郡税事務所を運営している。

## 交通

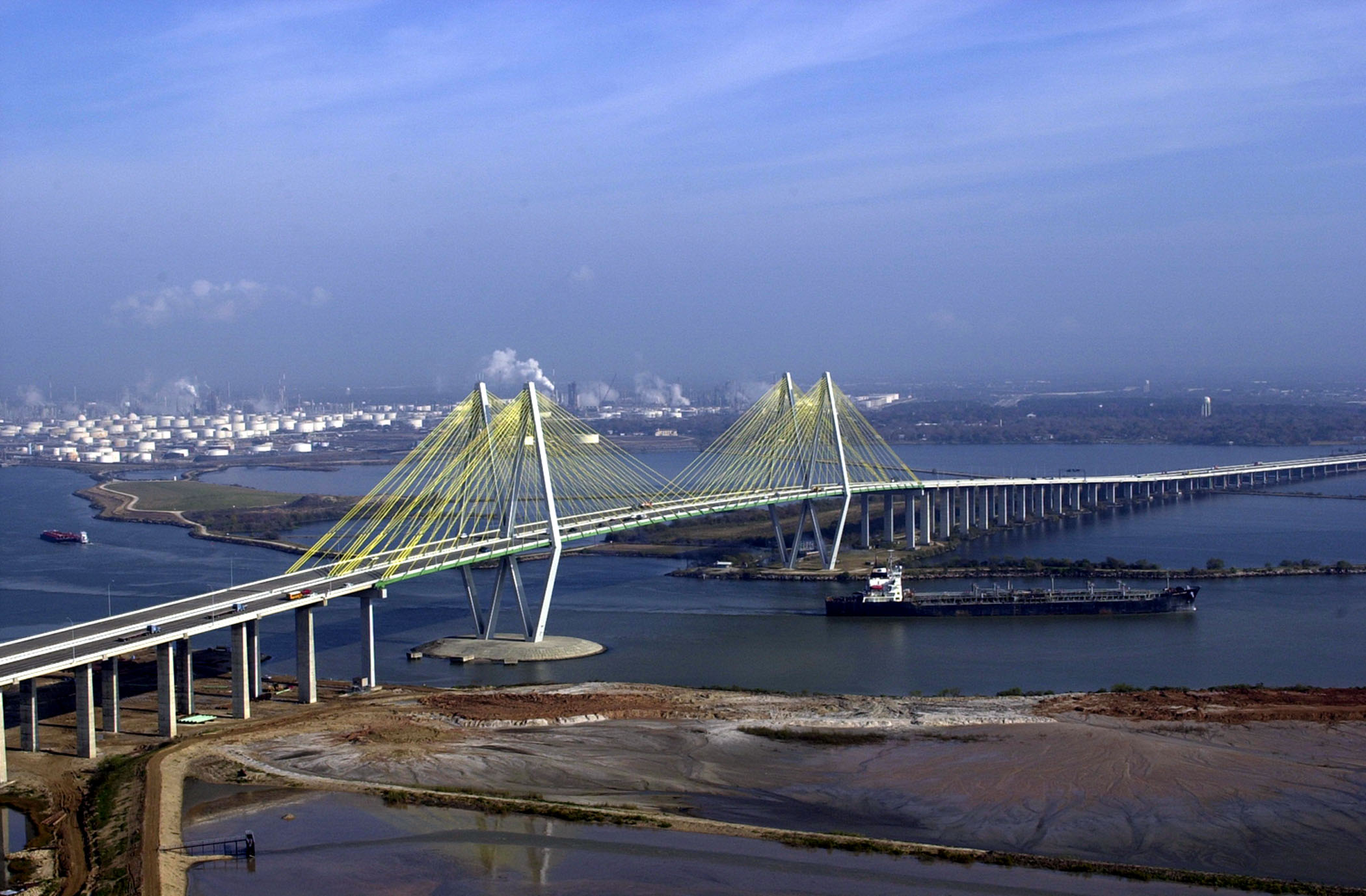
フレッド・ハートマン橋、ベイタウンとラポートを繋いでいる

ハリス郡交通が公共交通を担当している。ベイタウン・パーク・アンド・ライドがサンジャシント・モールの西側にある。ハリス郡交通はデッカー・ドライブ、ガース道路、ノース・メインストリート、ベイカー道路、ローリングブルック・ドライブを通るバス路線を運営しており、市内の主要ショッピング街とリー・カレッジを繋いでいる。
グレイハウンド・バスラインがベイタウン・トラベル・イクスプレスのベイタウン駅を運営している。
ベイタウン空港は民間の一般用途空港であり、ベイタウンの北、ハリス郡の未編入領域にある。RWJエアパークも民間空港であり、ベイタウンの東3マイル (5 km)、ビーチシティ内にある。商業便がある最も近い空港はヒューストンのウィリアム・P・ホビー空港とジョージ・ブッシュ・インターコンチネンタル空港である。
ハリス郡大都市圏交通公社（メトロ）がヒューストン中心街までラッシュアワーに通勤列車を運行している。
州道146号線（ボブ・ラニエ・フリーウェイ）と支線330号線（デッカー・ドライブ）によって州間高速道路10号線と接続している。フレッド・ハートマン橋で湾を越えてラポート市と接続されている。この橋は1995年に建設され、それまでのベイタウン・トンネルに置き換わった。これは船舶航路を深くするためでもあった。

## 教育

### 高等教育機関
ハリス郡東部とチェンバーズ郡西部には、2年制カレッジのリー・カレッジがある。

### 初等中等教育
市内公共教育はグースクリーク統合独立教育学区が管轄している。学区内には小学校14校、中学校5校、高校3校、職業センター、オルターナティブ教育センター2か所が入っている。ベイタウン市のみならず、ハイランズやハリス郡東部の外郭部、さらにチェンバーズ郡西部の小部分も含んでいる。
ストールワース・スタジアムはこの教育学区のアメリカンフットボールとサッカー代表チームのホームグラウンドであり、また毎年バイユー・ボウルも行われる。観客席数は16,000席であり、国内でも最大級の高校スポーツ会場となっている。2009年に報道員席を改修した。また2006年には人工芝が置かれ、大型スコアボードもできた。1976年アメリカ合衆国大統領選挙では、その運動中にジェラルド・フォードがロバート・E・リー高校の秋のフットボール試合を観戦した。
市内には幾つか私立学校もある。ベイタウン・クリスチャン・アカデミー、ライトハウス・バプテスト・アカデミーなどである。

## 著名な出身者
- ゲイリー・ビジー – 俳優、グースクリークで生まれた[46]
- レネー・ゼルウィガー – 女優、アカデミー助演女優賞を受賞、9歳までチャパレルビレッジに住み、スティーブン・F・オースティン小学校に通った[47]